# Fokker C.V
Фоккер C.V (нидерл. Fokker C.V) — нидерландский многоцелевой самолёт, разведчик, лёгкий бомбардировщик и двухместный истребитель, одномоторный биплан смешанной конструкции с неубирающимся шасси. Разработан под руководством Райнхольда Платца на заводе компании Fokker в Южном Амстердаме. Опытный образец был изготовлен в 1922 году, серийное производство начато в 1924 году. Впоследствии самолёт производился по лицензии во многих странах мира (Венгрия, Финляндия, Италия, Швейцария, Дания, Швеция). Стояли на вооружении ВВС Нидерландов и Боливии с 1925 года, ВВС Дании с 1926 года, ВВС Венгрии, Швеции, Норвегии, Италии, Швейцарии с 1927 года, Финляндии с марта 1935 года. Самолёты семейства C.V участвовали во многих вооружённых конфликтах по всему миру, в том числе и во Второй мировой войне.

## Модификации

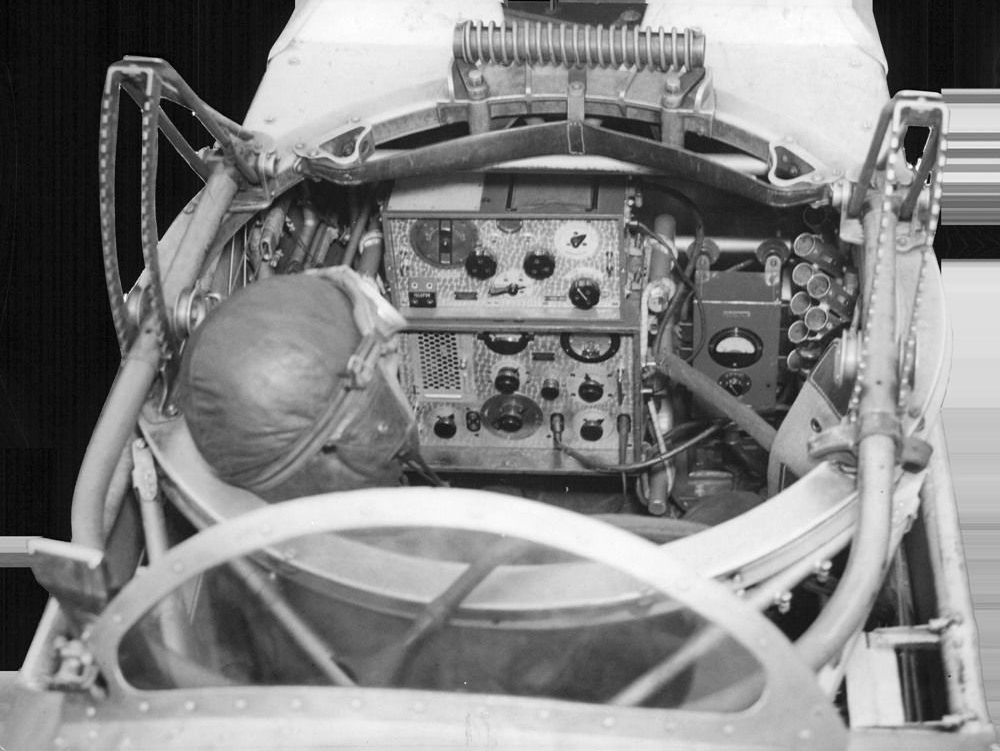
Место стрелка-радиста на шведском C.V.

C.V-A
(или C.Va) разведчик
C.V-B
(или C.Vb) разведчик, построено 18.
C.V-C
(или C.Vc) штурмовик. Нидерланды 6, Боливия 5
C.V-D
(или C.Vd) разведчик, бомбардировщик и эскортный истребитель. Финляндия 2, Дания 49, Венгрия 68 (D и E), Нидерланды 119 (VI, D и C), Норвегия 27, Швеция 2, Швейцария 3, Германия 15 (D и E).
C.V-E
(или C.Ve) лёгкий бомбардировщик. Финляндия 17, Дания 31, Венгрия 68 (D и E), Нидерланды 18, ВВС армии Ост-Индии 20, Германия 15 (D и E), Норвегия 46, Швеция 51, Швейцария 61.
C.V-W
C.V-C поплавковый гидросамолёт. Построен 1.
C.VI
разведчик с двигателем Hispano-Suiza, 33 переделаны из C.V-D
C.IX
разведывательная модификация C.V-E с двигателем Hispano-Suiza 12N; 5 построено для Нидерландов, 1 продан Швейцарии.
IMAM Ro.1 и Ro.1-bis
итальянский лицензионный лёгкий бомбардировщик; построено 349
Manfred Weiss WM-9 Budapest
венгерский лицензионный Fokker C.V-E
Manfred Weiss WM-11 Budapest
венгерский лицензионный Fokker C.V-D
Manfred Weiss WM-14 Budapest
венгерский лицензионный Fokker C.V-D
Manfred Weiss WM-16 Budapest
WM-16A с двигателем Gnome-Rhône 9K Mistral (550 л.с. / 410 кВт) , построено 9
WM-16B с двигателем Gnome-Rhône 14K Mistral Major (860 л.с. / 641,3 кВт), построено 9
Manfred Weiss WM-21 Sólyom
развитие конструкции WM-16

## Тактико-технические характеристики (C.V)

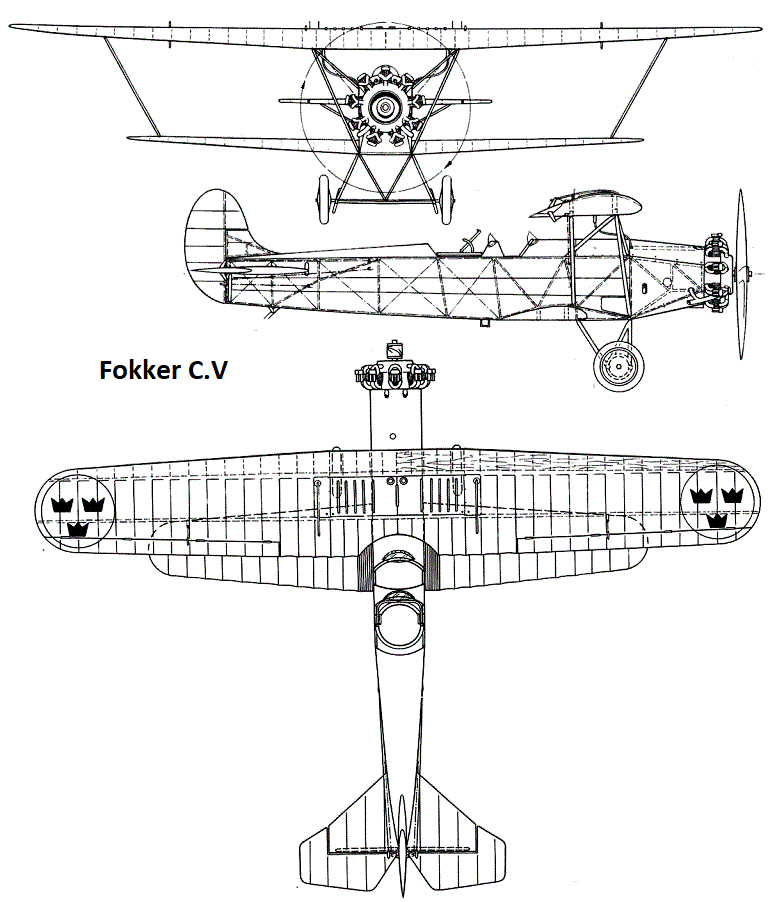
Схема Fokker C.V

Источник данных: War over Holland National Norwegian Aviation Museum Thulinista Hornetiin

Технические характеристики
- Экипаж: 2
- Длина: 9,25 м
- Размах крыла: 12,50 м
- Высота: 3,3 м
- Площадь крыла: 39,30 м²
- Масса пустого: 1 920 кг
- Максимальная взлётная масса: 2 145 кг
- Силовая установка: 1 × жидкостного охлаждения, V-12 Rolls-Royce Kestrel VIIb

Лётные характеристики
- Максимальная скорость: 250 км/ч
- Крейсерская скорость: 180 км/ч
- Практическая дальность: 1 000 км
- Практический потолок: 6 500 м

Вооружение
- Стрелково-пушечное: 2 x 7,92-мм синхронизированных пулемёта и 1 x 7,92-мм пулемёт Льюис у стрелка
- Бомбы: 200 кг на подвесках под крыльями

## Эксплуатанты
Нидерланды
- ВВС Нидерландов: выпущены между 1926 и 1934 годами несколькими партиями, суммарно 67 штук; на 10 мая 1940 года имелось 28 боеспособных.
- ML-KNIL (ВВС армии Ост-Индии)
- ВМС Нидерландов

 Норвегия
- Воздушные Силы армии Норвегии (1926—1940): 5 C.VE куплены в 1926 году вместе с лицензией, заводом Kjeller выпущены таких машин 15 машин в 1929—1931 годах и ещё 28 C.VD между 1932 и 1939 годами.[2][3]

 Королевство Италия
- Regia Aeronautica — компанией OFM выпускались по лицензии как Ro.1 и Ro.1-bis

 СССР
- ВВС СССР — в ноябре 1926 года в НОА испытывался самолёт с двумя комплектами крыльев, d и e[4];

 Швейцария
- ВВС Швейцарии: после испытаний в 1927 году и покупки лицензии, заводы K+W и Doflug выпустили по 24 машины, состоявшие на вооружении с 1933 по 1940 год, затем переклассифицированы в буксировщики мишеней и списаны в 1954 году.[5]

 Финляндия
- ВВС Финляндии: 1 C.V-E FO-39 с двигателем Jupiter куплен в 1927 году, ещё 13 FO-65 −77 (Pegasus) в 1934, FO-19, −23 и −80 (Mercury) получены от Швеции, а FO-65 и −66 (Panther) — интернированные норвежские[6];

 Королевство Венгрия
- ВВС Венгрии — участвовали в войне со Словакией[1]

 Швеция
- ВВС Швеции — (S 6/J3)

 Боливия
- ВВС Боливии: в 1927 заказана партия из 5 C.Ve с двигателями HS.51.

 США
- Военно-морские силы США — Ro.1, купленный в 1928 году военно-морским атташе США во Франции, Испании и Италии Джеймсом Маршаллом Шумейкером, носил военный номер USN A7565[7]. В 1934 году продан ВВС Италии.[8]

 Китайская Республика
- ВВС Китайской Республики: 30 штук заказаны в 1930 году

 Дания
- Армейский авиационный корпус

 Германия
- Люфтваффе: трофейные датские C.V-E использовались эстонскими добровольцами из Nachtschlachtgruppe 11, 2 из них в октябре 1944 года перелетели в Швецию, 1 возвращён Дании в 1947 году[9]